# Эдели, Жан-Жак
Жан-Жак Эдели (фр. Jean-Jacques Eydelie; 3 февраля 1966, Ангулем, Франция) — французский футболист, защитник. Победитель Лиги чемпионов УЕФА 1992/93.

## Биография

### Игровая карьера
Воспитанник клуба «Нант». Начиная с сезона 1981/82 стал выступать за фарм-клуб «Нанта» в любительской лиге, а за основной состав команды дебютировал в сезоне 1984/85, отыграв 20 матчей в Лиге 1. В 1986 и 1987 годах Эдели дважды был отдан в годичную аренду в команды «Лаваль» и «Тур», но позже вернулся в «Нант», где выступал до 1992 года и являлся игроком основы. 
В 1992 году игрок подписал контракт с клубом «Олимпик Марсель». В составе «Марселя» Эдели отыграл один сезон и вместе с командой стал победителем Лиги чемпионов УЕФА 1992/93, где в финальном матче «Марсель» со счётом 1:0 победил итальянский «Милан». Вскоре после победы Эдели оказался в центре коррупционного скандала, связанного с попыткой подкупа игроков команды «Валансьен». В результате скандала «Марсель» на два года был отправлен в Лигу 2, а Эдели был приговорён к одному году условно и пропустил два следующих сезона.
Вернулся в большой футбол в 1995 году и отыграл два сезона в высшей лиге Франции за клуб «Бастия». Затем несколько лет выступал в Швейцарии и Англии, а последние годы карьеры провёл в клубах низших лиг Франции.

### Тренерская карьера
После окончания игровой карьеры Эдели начал тренерскую деятельность. На протяжении нескольких лет он возглавлял клубы низших лиг Франции, среди которых были «Лимож», «Ангулем» и «Бонифачо». В 2014 году возглавил клуб из Кот-д’Ивуар «Африка Спорт». В сезоне 2017/18 тренировал бурундийский «Мессажер» из Нгози.

## Достижения
«Олимпик Марсель»
- Победитель Лиги чемпионов УЕФА: 1992/93

«Цюрих»
- Обладатель Кубка Швейцарии: 1999/00